# Lawinisko

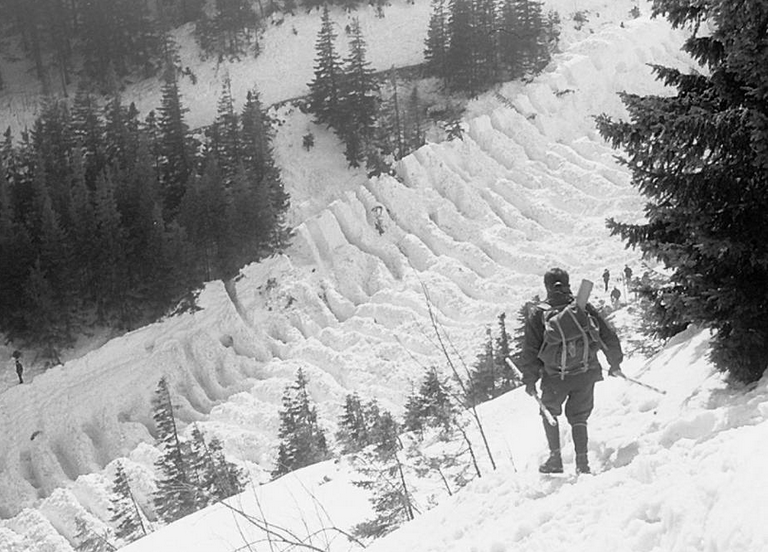
Lawinisko po ukończeniu akcji ratunkowej w Białym Jarze

Lawinisko – usypisko powstałe z bloków śniegu, lodu i in. o różnej wielkości i strukturze (w zależności od typu lawiny), powstające w wyniku zatrzymania lawiny na skutek zmiany nachylenia stoku, dotarcia na przeciwstok lub napotkanie przeszkody terenowej.